# Sunset Crater Volcano National Monument

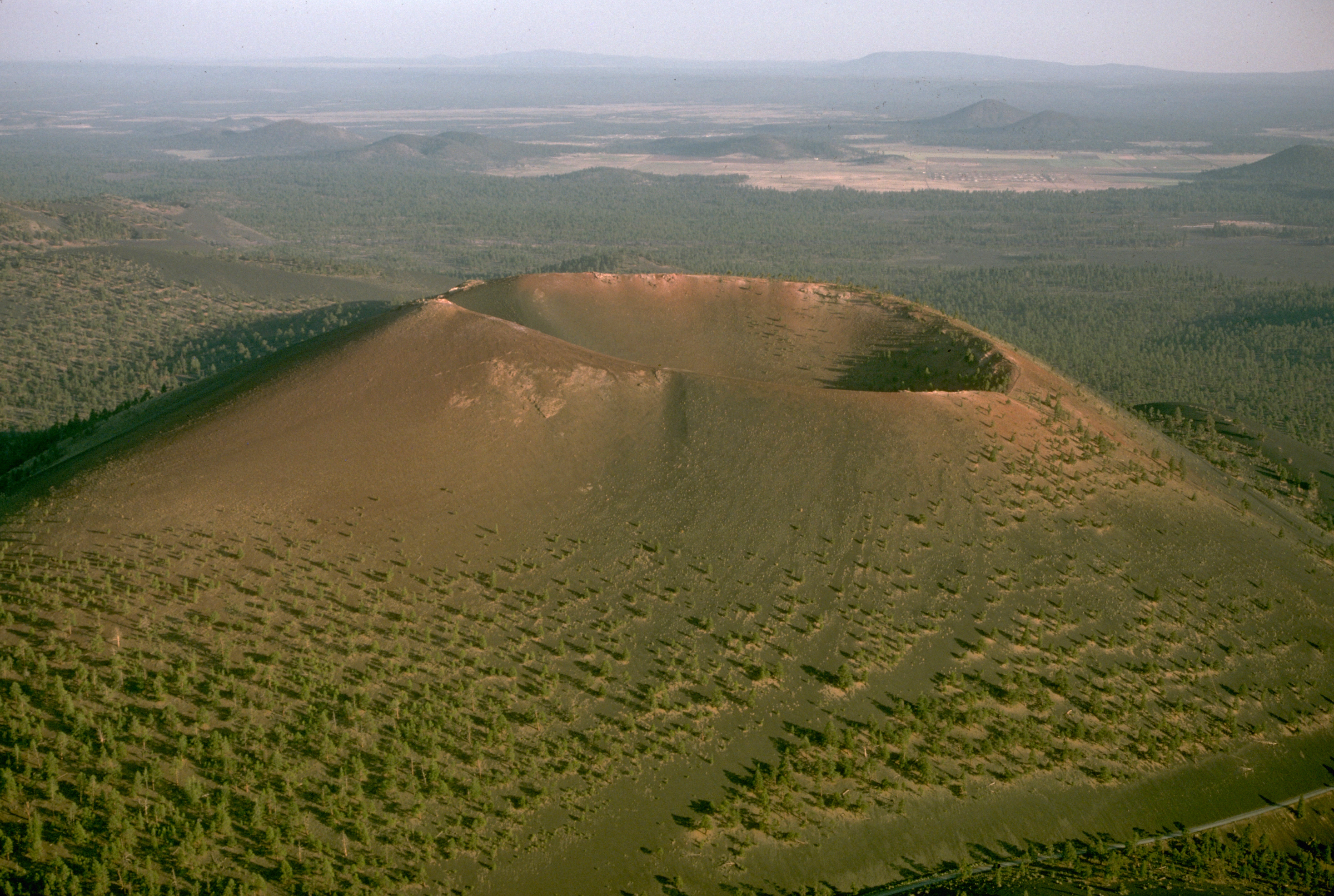
Sunset Crater

Sunset Crater Volcano National Monument is een Nationaal monument in de Verenigde Staten, gelegen in het noorden van de staat Arizona in de Verenigde Staten. Centraal in het park ligt de Sunset Crater Volcano. De vulkaan zou zo genoemd zijn omdat de rand van rode en gele puimsteen doet denken aan de kleuren van de zonsondergang.
De vulkaan is ontstaan door een serie uitbarstingen tussen 1040 en 1100. Hierbij ontstond een kegelvormige krater, genaamd slakkenkegel, waarbij sinters, tufsteen en as vrijkwamen. De Sunset Crater vulkaan is van de 600 vulkanen van het San Francisco Vulkaanveld het meest recent uitgebarsten en het minst geërodeerd.
Planten die hun voedingsstoffen snel uit water kunnen halen, keerden het eerst terug na de uitbarsting. Hierdoor ontstaat een bodem waarin ook andere planten kunnen overleven. Sinds 250 jaar groeien er bomen, zoals dennen (Engels: pinyon pine, ponderosa pine) en de populier. Toch is de helft van het door de vulkaanuitbarsting getroffen gebied nog onbegroeid.

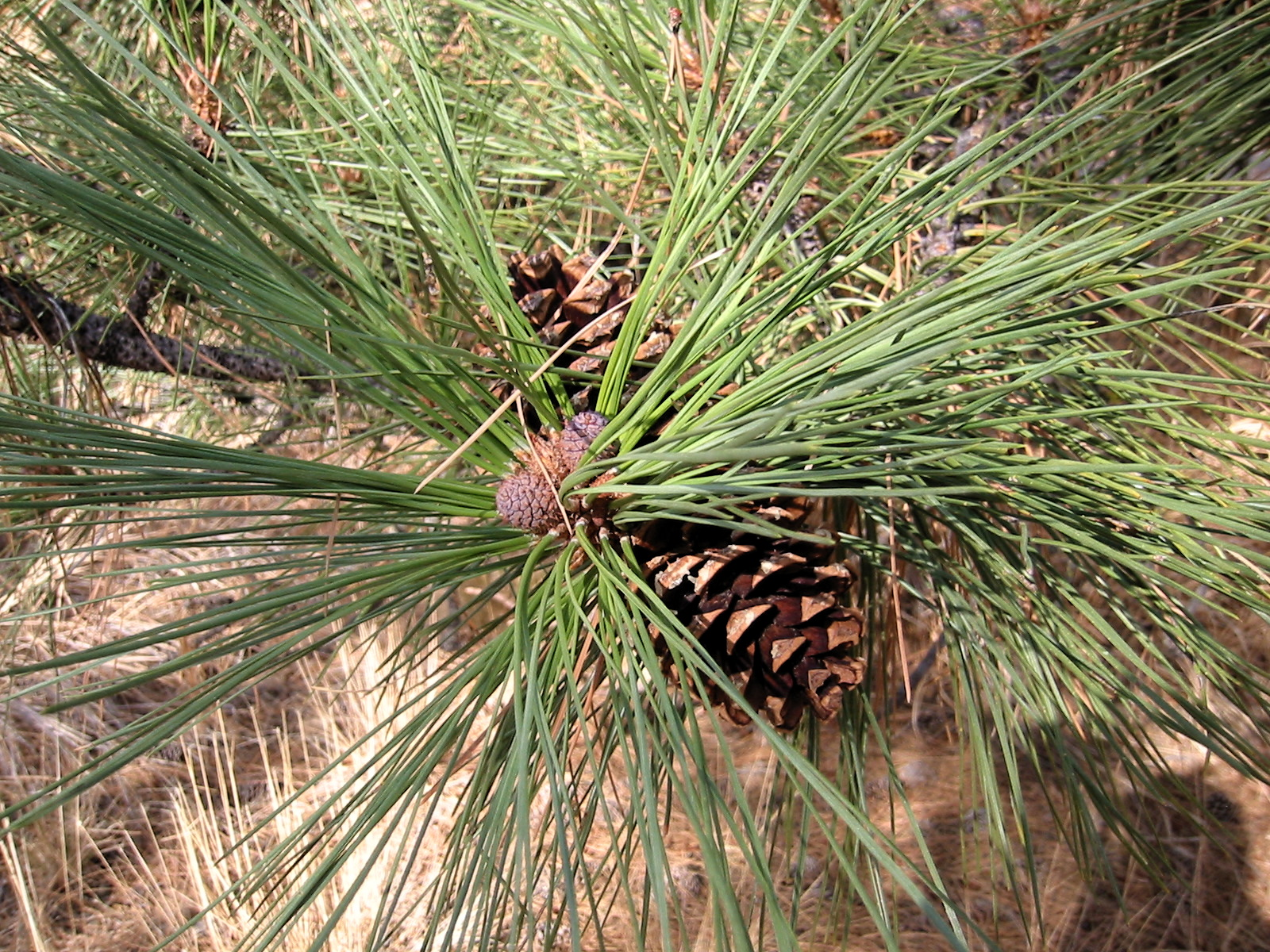
Ponderosa Pine

In de scheuren van de lava leven insecten, spinnen, hagedissen en knaagdieren. 's Nachts kunnen vleermuizen gezien worden. Ook vogels bezoeken het gebied voor voedsel: Stellers gaaien, pinyongaaien, zwartkinkolibries, witborstboomklevers, raven, kraaien, steenarenden en verscheidene haviksoorten komen er voor.
In de dennenbossen rond de vulkaankrater leven muildierherten, wapiti's, gaffelbokken, rode lynxen en coyotes. Boomeekhoorns, katoenstaartkonijnen en stekelvarkens lopen er rond.
In 1928 stelde een filmstudio voor om de Sunset Crater op te blazen om een aardverschuiving te kunnen filmen. Het publiek vreesde dat de krater hierdoor onherstelbaar zou beschadigen en drong erop aan de krater te beschermen.
Op 26 mei 1930 werd Sunset Crater uitgeroepen National Monument door president Herbert Hoover. In 1990 werd de naam veranderd naar Sunset Crater Volcano National Monument. Het park wordt per jaar door meer dan 200.000 toeristen bezocht. Ze kunnen de krater bekijken vanaf een pad aan de voet van de krater. De krater zelf mag sinds 1974 niet meer beklommen worden, omdat wandelaars te veel erosie veroorzaakten.